# Harold Fraser
Harold Fraser (n. 26 octombrie 1872, Woodstock⁠(d), Ontario, Canada – d. 4 ianuarie 1945, Ottawa Hills⁠(d), Ohio, SUA) a fost un jucător de golf ce a reprezentat Statele Unite ale Americii, medaliat olimpic. A participat la o ediție a Jocurilor Olimpice (1904) în care a câștigat o medalie de bronz.

## Participări
Lista de mai jos prezintă principalele competiții la care a participat Harold Fraser de-a lungul carierei.
- golf at the 1904 Summer Olympics – men's team[*]